# 全日本麻雀協会
全日本麻雀協会(ぜんにほんマージャンきょうかい)とは、かつて存在した競技麻雀のプロ団体。2014年4月設立。代表土井泰昭。特色としてユニークな入会試験(プロテスト)や公式ルール(後述)がある。

## 特色

### 団体モットー
『麻雀は娯楽である』を大前提として以下のような方針がある。
- 『麻雀プロの普及』をテーマにしており『麻雀ファンに麻雀プロとしての摸打、個性を見ていただき、応援してもらう』[1]べく、その媒体として主に動画配信や書籍出版[2]に注力している。
  - YouTubeやニコニコ生放送で対局やゲストとのフリートーク等の模様がで配信されており、所属選手には「顔出し」が求められる。
  - また選手各々が個人で配信できるスキルも必要(努力目標)としている。
- 『プロのルールを一般的な大衆のルールに合わせるべき』と考えており、更には『大衆に受け入れられるルール』を目指しているため公式ルールを改正する可能性[3]がある。
  - 世間一般で普及しているルールに合わせるとし柔軟に対応するとしている。

### 公式ルール
から抜粋
- 競技麻雀では珍しい赤ドラ（5萬、5筒、5索の各1枚）を採用。
- 親は聴牌連荘かつ選択制。
  - 一般的なルールでは親の和了又は流局時の聴牌宣言で強制的に連荘だが任意で親を流し次局に進める事が可能、流した際の本場は次局の親にも継続される。

### 目無し問題への対応
- 目無し問題の解決策としてリーグ戦とは別に1戦ごとに累積する通算ポイント[5]や生涯成績の管理を行っている。
  - 所属選手全員の共通認識であり、目無し状態になった場合でも選手は個人成績の向上を目的とした打牌が行える。